# Aktion gegen Miesmacher und Kritikaster
Durch eine Aktion gegen Miesmacher und Kritikaster (kurz Miesmacher-Aktion) versuchte die Reichspropagandaleitung der NSDAP im Frühjahr 1934, einem Stimmungsumschlag in der Bevölkerung entgegenzuwirken und spontane Unmutsäußerungen und laute Kritik von enttäuschten Volksgenossen und Parteiangehörigen einzudämmen. Vermutlich auf Initiative Adolf Hitlers eröffnete Joseph Goebbels am 11. Mai 1934 mit einer Rede im Berliner Sportpalast diesen „Feldzug gegen Miesmacher und Kritikaster, gegen Gerüchtemacher und Nichtskönner, gegen Saboteure und Hetzer“. Die Kampagne wurde reichsweit bis Ende Juni 1934 fortgeführt.

## Hintergrund
Im Frühjahr 1934 war die anfängliche Hochstimmung nach der „Machtergreifung“ vielfach in Ernüchterung und Enttäuschung umgeschlagen: Die Rohstoff- und Devisenkrise, Mängel bei der Fettversorgung, eine zögerliche Mittelstandspolitik, regulierende Maßnahmen in der Landwirtschaft und der Lebensstil vieler als Bonzen geschmähter Funktionäre ließen eine  Missstimmung aufkommen, die in allen Regionen spürbar anwuchs. Unzufriedenheit regte sich besonders in bäuerlichen und mittelständischen Kreisen. Die Deutschland-Berichte der Sopade stellten fest, der „Begeisterungsrausch früherer Monate“ sei verflogen. Zwar drohte die verbreitete Unzufriedenheit zu diesem Zeitpunkt keineswegs in eine grundlegende politische Opposition umzuschlagen. Dem unverkennbaren Stimmungstief jedoch, das sich durch zahlreiche Unmutsäußerungen und unverhohlene Kritik offenbarte, wollten die neuen Machthaber mit einem Propagandafeldzug entgegenwirken. Die Initiative ging dabei wahrscheinlich von Hitler persönlich aus. Die sogenannte Aktion gegen Kritikaster richtete sich vor allem gegen Konservative, Monarchisten und Juden. Dabei wurde auch vor Provokateuren gewarnt, die eine „zweite Revolution“ in Gang setzen wollten. Unter diesem Schlagwort forderte die SA eine soziale Umgestaltung der Gesellschaft und eine militärische Gleichberechtigung neben der Reichswehr. Ihre Ausschaltung im Zuge der Röhm-Morde markiert auch das Ende der Miesmacher-Aktion.
In einem Lagebericht vom 4. Juni 1934 warnte die Staatspolizeistelle Hannover ausdrücklich, der berechtigte Kampf gegen Nörgler und Miesmacher dürfe nicht dazu führen, einem Spitzel- und Denunziantentum Tür und Tor zu öffnen. Andererseits erweiterten alsbald gesetzliche Bestimmungen die Möglichkeit, öffentlich geäußerte Kritik mit Strafen zu belegen.

## Aktionen
Schon zwei Wochen vor Beginn der Aktion, der Rede im Sportpalast, war die örtliche Presse gehalten, täglich über die Kampagne zu berichten. In Wiesbaden zum Beispiel forderten Zeitungen dazu auf, Hakenkreuzabzeichen für 0,20 RM zu erwerben, die zum Eintritt zu den geplanten Veranstaltungen berechtigten. Transparente  wurden aufgespannt und Parolen auf Bürgersteige gepinselt: „Miesmacher sind Landesverräter!“, „Kampf der Reaktion!“, „Schluss mit den Konfessionshetzern!“ In Wiesbaden und den zehn eingemeindeten Vororten wurden viertausend Plakate angeschlagen und mit Aufklebern „Heute Abend bleiben nur Miesmacher zu Hause“ aktualisiert. Dort wurden am 8. Juni 1934 insgesamt 38 Massenkundgebungen durchgeführt. Reichsweit sollten die Aktionen planmäßig bis zum 30. Juni 1934 laufen. Goebbels ordnete nach dem Ende des „Feldzugs gegen Miesmacher und Kritikaster“ einen Urlaub für alle Partei- und Gauredner bis Ende Juli an.

### Reden von Joseph Goebbels
In der Rede zum Auftakt der Aktion am 11. Mai 1934 äußerte sich Goebbels verächtlich über „Kritikaster“, „Miesmacher“, „Hetzer“ und „Gerüchtemacher“. Die Auseinandersetzung mit ihnen sollte nicht der Staatsgewalt überlassen bleiben, sondern vom „Bundesgenossen Volk“ getragen werden. Es sei nachgerade verbrecherisch, anderen den Mut zu nehmen. Man wisse sehr wohl, der verdeckte Warenboykott des Auslands sei auf „unsere jüdischen Mitbürger zurückzuführen“. Eine letzte Warnung sei ihnen davor erteilt, wieder deutsche Bühnen zu betreten, in Redaktionsstuben aufzutauchen oder über den Kurfürstendamm zu flanieren, als ob nichts geschehen sei. Juden hätten sich wie Gäste in Deutschland aufzuführen.
Die feindliche Reaktion versuche, den Kampf gegen den Nationalsozialismus auf dem Umweg über die Kirchen fortzuführen. Goebbels wies es als eine Unterstellung der Auslandspresse zurück, dass das Prestige des Nationalsozialismus gesunken sei.  Die SA sei keine Kriegs-, sondern eine Friedenstruppe, eine Truppe der Ordnung und Disziplin, die ein Garant dafür sei, dass Spannungen innen- und außenpolitischer Natur von dem gefestigten deutschen Volk beseitigt würden.
In seinem Tagebuch schrieb Goebbels über seine Rede im Sportpalast: „Eine Kampfversammlung wie in alten Zeiten. Gegen Meckerer und Nörgler. Rauschende Beifallsstürme. Ich bin in bester Form. […] Das war ein schwerer Schlag gegen die Sabotage. Nun nachhaken!“
Der Rede folgten weitere Auftritte im ganzen Reich. Goebbels’ Attacken insbesondere gegen die konservativ-bürgerlichen Kritiker, die sich 1918 als zur Führung ungeeignet erwiesen hätten, steigerten sich und gipfelten in einer Rede zur Sonnwendfeier am 21. Juni 1934: Man hätte besser daran getan, all „diese Herrschaften“ hinter Schloss und Riegel zu setzen.

### Rede von Rudolf Heß
Der Stellvertreter des Führers, Rudolf Heß, hielt am 25. Juni 1934 eine Rede, die vom Reichssender Köln über alle deutschen Rundfunksender ausgestrahlt wurde. Darin verbat er sich die Kritik derjenigen, die versagt und den Niedergang nicht aufgehalten hätten. Die Aktion solle sichern, „daß weder ‚bewährte Konservative‘, noch ‚hoffnungsfrohe Monarchisten‘, noch auf die Erfolge der Wühlmäuse bauende Kommunisten Bedeutung gewinnen“ könnten.
Im 1935 veröffentlichten Auszug der Rede wird die „ganz besondere Bedeutung der folgenden Ausführungen“ hervorgehoben. Heß mahnt dort „jene idealistische Leichtgläubige unter meinen Parteigenossen“ zu besonderer Vorsicht, die „dazu neigen, sich Provokateuren zuzuwenden, die Volksgenossen gegeneinanderzuhetzen versuchen und dieses verbrecherische Spiel mit dem Ehrennamen einer ‚zweiten Revolution‘ bemänteln.“ „Der Befehl des Führers, dem wir Treue schworen, allein hat Geltung. Wehe dem, der die Treue bricht, im Glauben, durch eine Revolte der Revolution zu dienen! Armselig, die da glauben, auserwählt zu sein, durch agitatorisches Handeln von unten dem Führer revolutionär helfen zu müssen.“

## Reaktionen
Die Deutschland-Berichte der Sopade stellen dar, dass die „bis in letzte Dorf“ geplanten Versammlungen, Demonstrationen und Kundgebungen in fast allen Landesteilen ohne Schwung gewesen und teils wegen schwachen Besuchs ein klägliches Fiasko geblieben seien. Unter Parteianhängern sei angeblich die Meinung verbreitet, man hätte sich auf Presse-Aktionen beschränken sollen, und durch die ganze Miesmacher-Aktion wären erst Miesmacher geschaffen worden.
Tatsächlich versuchten einige höhere Funktionäre, die Aktion in ihrem Herrschaftsbereich zu bremsen. Der schlesische Gauleiter Helmuth Brückner hielt den Propagandafeldzug „für unnötig und schädlich“. Gauleiter Wilhelm Kube aus der Kurmark meinte, die Aktion löse nur Unruhe aus. Alfred Rosenberg beklagte, die Aktion habe „einen denkbar ungünstigsten Eindruck“ im Ausland hinterlassen, dass nämlich in Deutschland eine weitverbreitete Unzufriedenheit herrsche. Auch Goebbels Rede mit Attacken gegen die Juden führten nur zur Hetze gegen Deutschland.
Das in Wien erscheinende jüdische Wochenblatt Die Wahrheit hatte befürchtet, die Miesmacher-Aktion würde in einen Pogrom ausarten, und bezeichnete den Röhm-Putsch als überraschenden Schlusseffekt der Kampagne, die sich plötzlich und unerwartet gegen die Verbreiter revolutionärer Unzufriedenheit gekehrt habe.
Victor Klemperer schrieb, die Rede sei „eine maßlose Hetze und ‚letzte Warnung an die Juden‘. Offenkundige Pogromdrohung, wenn der Auslandsboykott nicht aufhöre. Versprechen, ihnen nichts zu tun, ‚wenn sie sich still in ihren Wohnungen halten‘ und nicht für ‚voll und gleichwertig‘ zu gelten beanspruchen. […] Hinter der ganzen Rede steht Verzweiflung, letzter Ablenkungsversuch. Das ganze System pfeift aus dem letzten Loch…“
Einige Parteiblätter nahmen die antisemitischen Passagen in Goebbels’ Rede als Signal für eine neue Kampagne gegen die Juden, andere beschränkten sich auf die ausführliche Wiedergabe der Rede. Die Reichsvertretung der Deutschen Juden bezog in einem an Goebbels gerichteten Schreiben Stellung gegen die erhobenen antisemitischen Vorwürfe. Eine Berliner Beratungsstelle für Auswanderer verzeichnete Ende Mai 1934 einen ungewöhnlichen Ansturm von jüdischen Besuchern; man glaubte, dies auf die Rede vom 11. Mai zurückführen zu können.
Der „Meckerer-Feldzug“ nahm solche Ausmaße an, dass das Reichsjustizministerium, das Reichsinnenministerium und das Geheime Staatspolizeiamt (Gestapa) mit Erlassen versuchten, dem ausufernden Denunziantentum entgegenzuwirken.

## Deutungen
Der Historiker Norbert Frei konstatiert einen „auffallend defensiven Ton“ der Rede vom 11. Mai, die Goebbels’ eigene Unsicherheit über den künftigen Kurs zeige. Die Schuld an den Krisenerscheinungen schob Goebbels „der Reaktion“, den Juden und den Regierungen der „Systemzeit“ zu. Die SA hingegen lobte er als eine Truppe der Ordnung und Disziplin. Nach Peter Longerich war es für Goebbels „eine nahezu vollkommene Überraschung“, dass der von ihm erwartete Schlag nicht gegen „die Reaktion“, sondern gegen die SA geführt wurde. Goebbels sei demnach die Komplexität der innenpolitischen Krisenlage entgangen; er war am vorangehenden Entscheidungsprozess nicht beteiligt gewesen. Auch Ralf Georg Reuth zufolge war Goebbels ganz auf „die Reaktion“ fixiert, so dass er andere Vorzeichen übersah und völlig konsterniert war, als er endlich eingeweiht wurde.
Ian Kershaw wie Norbert Frei kommen übereinstimmend zur Einschätzung, die Aktion habe sich eindeutig als Fehlschlag erwiesen. Unmittelbar nach den Röhm-Morden verstummten „Nörgelei“ und „Meckerei“, und die Stimmung besserte sich, doch war dies nicht von nachhaltiger Wirkung. Kershaw zufolge waren nur die anschließende  Ausschaltung der SA sowie die im Sommer 1934 erfolgte Verschmelzung der Ämter des Reichskanzlers und des Reichspräsidenten für die weitere Entwicklung des „Führer-Images“ von wesentlicher Bedeutung.
Gunther Schmitz konstatiert eine direkte Linie, die vom „Muckerer-Feldzug“ des Jahres 1934 zum offenen Justiz-Terror des Jahres 1944 führte. Als Wesensmerkmale der strafrechtlichen Verfolgung von politischen Äußerungen in der Zeit des Nationalsozialismus nennt er unbestimmte Zuständigkeiten und weitgehend offene Tatbestände, die zur allgemeinen Rechtsunsicherheit führten.
Die „Verordnung des Reichspräsidenten zur Abwehr heimtückischer Angriffe gegen die Regierung der nationalen Erhebung“  vom 21. März 1933, eine Vorstufe des sog. Heimtückegesetzes, hatte bereits die Verbreitung falscher oder gröblich entstellter Tatsachenbehauptungen unter Strafe gestellt. Am 29. Dezember 1934 trat ein verschärftes Heimtückegesetz in Kraft, nach dem auch Werturteile als Grundlage eines Strafprozesses dienen konnten, falls jemand  „öffentlich gehässige, hetzerische oder von niedriger Gesinnung zeugende Äußerungen über leitende Persönlichkeiten des Staates oder der NSDAP, über ihre Anordnungen oder die von ihnen geschaffenen Einrichtungen“ machte. Politisch missliebige  Äußerungen, die nicht als „Heimtücke“ vor den Sondergerichten zur Aburteilung kamen, konnten als grober Unfug vor den Amtsgerichten angeklagt werden.